# Bojan Kurajica
Bojan Kurajica (Ljubljana, Slovenija, 15. studenog 1947.), hrvatski i bosanskohercegovački šahist, velemajstor. Svjetski juniorski (do 20. g.) prvak 1965.
Rođen je u Ljubljani. Otac mu je Šibenčanin, a majka Bračanka. Odrastao je u Splitu. Godine 1966. dolazi na studije u Zagreb. Godine 1972. diplomira na Filozofskom fakultetu talijanski i engleski.
Na omladinskom prvenstvu svijeta 1965. u Barceloni osvaja prvo mjesto. Od 1966. živi u Zagrebu i igra za zagrebačke klubove Mladost, PTT Zagreb i Monting. Nastupa na niz međunarodnih turnira. Godine 1979. odlazi u Sarajevo i igra za vrlo snažnu ekipu Bosne, s kojom četiri puta osvaja titulu ekipnog prvaka Europe (za ekipu je, u znak političke podrške Bosni i Hercegovini u doba rata, 1990-ih nastupao i Gari Kasparov). 
Više puta nastupio na šahovskoj olimpijadi za ekipu Jugoslavije. Nakon raspada Jugoslavije igra za reprezentaciju Bosne i Hercegovine, s kojom osvaja srebrnu medalju na olimpijadi u Moskvi 1994. Od 2006. vodi se kao hrvatski igrač.